# Kolónia (Philip K. Dick)
A Kolónia (Colony) Philip K. Dick egyik novellája, amit 1952-ben írt, majd először a Galaxy magazin 1953. júniusi számában jelent meg. Magyarul a Lenn a sivár Földön című novelláskötetben olvasható.
|  | Alább a cselekmény részletei következnek! |

## Történet
Egy kutatócsoport az újonnan felfedezett Zöld bolygó élővilágát vizsgálja. A bolygó nevét arról kapta, hogy egész felületét természetes növénytakaró borítja. A kutatócsoportban általános bosszúság oka, hogy semmilyen káros élőlényt nem találtak, amivel el lehetne riasztani a turistákat, akik minden bizonnyal hamar tönkreteszik az érintetlen környezetet. Hall egy újabb minta vizsgálata közben szintén ezen morgolódik, amikor egyszer csak a mikroszkóp kiugrik a kezéből, és elkezdi fojtogatni. Hall szerencsésen túléli, miután szétlövi a mikroszkópot. Azonnal feletteséhez rohan, aki viszont bolondnak nézi őt, mivel a mikroszkóp sértetlenül hever a tokjában. Nem sokkal később egy törülköző, egy öv és egy fotel is megtámadja. Amikor ezekről a támadásokról beszámol a parancsnoknak, ő sem hisz neki, és Taylor százados gondjaira bízza, amíg el nem szállítják a bolygóról. Azonban amikor a százados szobájába belépnek, őt kínlódva egy szőnyeg szorításában találják. Az őrökkel közösen sikerül kiszabadítani őt a szőnyeg szorításából, de ekkorra már általánossá válik a tárgyak támadása. Húsz támadásban tíz embert vesztettek. A kutatások közben kiderítik, hogy ez egy egysejtű életforma, amely képes lemásolni a tárgyak alakját, működését. Hall megmutatja, hogy ezek a lények már teljesen ellepték a bázist, így az egyetlen lehetőség a túlélésre, ha minden tárgyukat (beleértve a ruhákat és a személyes holmit) a bolygón hagynak, és meztelenül szállnak fel az űrhajóra, ami értük jön. Megbeszélik a hajó parancsnokával az időpontot, és nem sokkal az előtt meglepődve tapasztalják, hogy a hajó ott áll a leszállópályán. Gyorsan lekapják magukról a ruhákat, és felszállnak rá. Pár perccel később megérkezik a valódi űrhajó, de senkit nem talál…

## Háttér
Néha minden az ember ellen van. Még azok a dolgok is, amiknek nincs önálló akarata, vagyis a tárgyak. Dick ezzel a novellájával észszerű magyarázatot akart adni az ilyen jelenségekre.